# Liudmila Titova
Liudmila Titova (n. 26 martie 1946, Cita, RSFS Rusă, URSS) este o sportivă ce a reprezentat Uniunea Republicilor Sovietice Socialiste, medaliată olimpică. A participat la 3 ediții ale Jocurilor Olimpice (1968, 1972, 1976) în care a câștigat o medalie de aur, o medalie de argint și o medalie de bronz.